# Lucia Berlin
Pour les articles homonymes, voir Berlin (homonymie).
Lucia Brown Berlin (12 novembre 1936 – 12 novembre 2004) est une écrivain américaine, spécialiste de la nouvelle et du récit bref.
Peu connue de son vivant, un magazine américain l'avait qualifiée de « meilleur écrivain dont vous n’avez jamais entendu parler ».

## Biographie
Lucia Berlin a vécu son enfance dans des villes minières de l'ouest américain. Elle a connu 3 mariages malheureux, eu 4 enfants, connu des problèmes d'alcoolisme. Elle a vécu dans divers lieux (Chili, Mexique, New-York, Californie) qui servent de cadres à ses nouvelles.
Dans les années 90, désormais sobre, elle devient professeur à l’Université Boulder du Colorado.

## Œuvre
Lucia Berlin a écrit 77 nouvelles depuis les années 1960, dont certaines publiées, mais elle n'a pas connu le succès de son vivant. Elle a toutefois reçu le American Book Award en 1991.
Une compilation posthume, A Manual for Cleaning Women, publiée en 2015 aux USA, onze ans après sa mort, est devenue un succès. Ce livre a été traduit en français sous le titre : Manuel à l’usage des femmes de ménage, traduit de l’anglais par Valérie Malfoy (Grasset, 2017).
Un deuxième ouvrage, Un soir au paradis, a été publié aux États-Unis en 2018 et en France par Grasset en 2019  (ISBN 9782246819356).
Elle a été comparée par la critique américaine à Raymond Carver et Alice Munro.